# Boa Esperança do Iguaçu
Boa Esperança do Iguaçu este un oraș în Paraná (PR), Brazilia.